# Hügelgräber bei Rispel

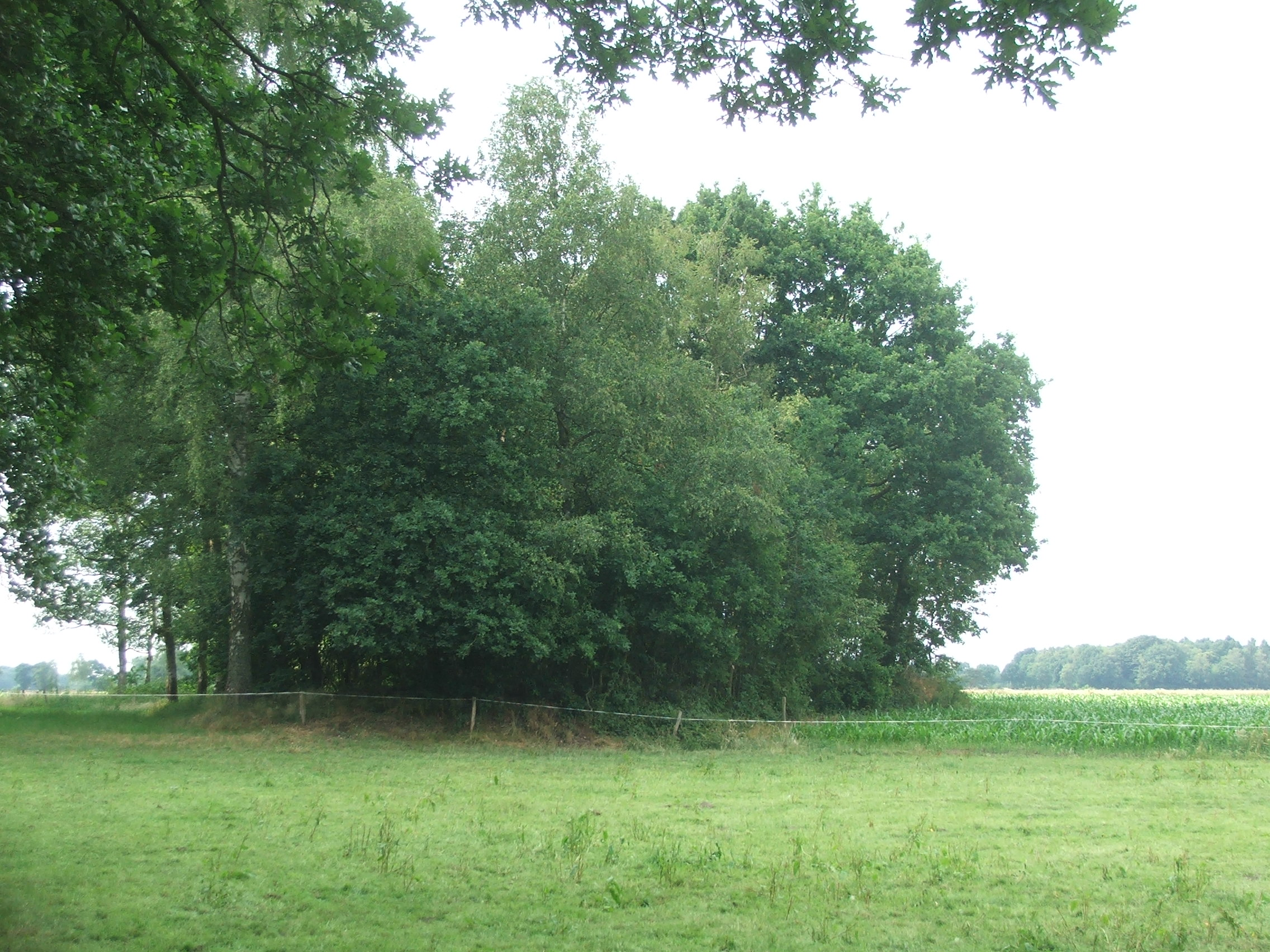
Hügelgräber bei Rispel (östlich der Straße)

Die Hügelgräber bei Rispel befinden sich im Bereich des Knyphauser Walds südlich von Rispel, einer Ortschaft in der Gemeinde Wittmund in Niedersachsen. Sie stammen aus der Bronzezeit. Von den ursprünglich etwa 100 Hügeln blieben nur einige erhalten. Die übrigen wurden um 1900 eingeebnet.